# Баррес, Морис
Морис Баррес (фр. Maurice Barrès; 19 августа 1862 — 4 декабря 1923) — французский писатель.

## Биография
Его детство прошло в Лотарингии, которая после поражения Франции во франко-прусской войне 1870‒1871 гг. отошла к Германии, что во многом обострило националистические чувства писателя.
Его трилогия Культ «я», состоящая из романов «Под взглядом варваров» (Sous l’oeil des barbares, 1888), «Свободный человек» (Un Homme libre, 1889) и «Сад Береники» (Le Jardin de Bérénice, 1891), написана под влиянием Э.Ренана и посвящена психологическим изысканиям. Хотя трилогия произвела впечатление на современников, Баррес вскоре обратился к проблемам нации, национальных и местных традиций.
Сам Баррес описывает в книге «Amori et dolori sacrum» свою эволюцию в следующих словах: «Каждый день мое чувство личности, углубляясь, заставляло меня все более заглядывать в ту социальную почву, из которой она вырастает. Наполеон, что это такое? Разве это не группа бесконечных событий и людей? Долго копаясь в идее „я“, при помощи методы поэтов и мистиков, то есть путем внутреннего самоуглубления — я все погружался в пески, не находя прочного дна. Наконец я ощутил некоторую основу; это была коллективность! Я провозглашаю теперь, что если я обладаю самым интимным и самым благородным социальным чувством, то есть живым интересом к общественному делу, — то это благодаря тому, что я констатировал, как „я“, подвергнутое серьёзному анализу, разлагается в обществе, эфемерным продуктом которого является». Эту дисциплинирующую силу Баррес нашел, подменив понятие коллектива понятием расы, или, как он любит выражаться, «моей землей и моими мёртвыми»
В период буланжизма Баррес внезапно увлёкся политикой и был избран в парламент, как буланжистский кандидат, в 1889 году. В парламенте карьера его была неудачна и окончилась в 1893 году; сам он объяснял её своим дилетантизмом, стремлением испытывать самые разнообразные ощущения.
От дилетантства в политике Баррес перешёл к проповеди национальной энергии и сделался одним из столпов национализма. Забыв своё прежнее антисоциальное учение, Баррес взывал к упавшей духом молодёжи, чтобы воскресить в ней национальную энергию. Прежний декадент подчинил индивидуализм национальному принципу. В декабре 1898 принял участие в основании французской «Лиги патриотов».
Заседавший в парламенте с 1906 г., Баррес отстоял свой мандат и присоединился к «Национальному блоку», «потому что надо сохранить единство и перекрыть путь большевизму» и «обеспечить новой палате стабильное правительство». Не участвуя в интригах вокруг распределения министерских портфелей, он вошёл в комиссию по иностранным делам и сосредоточился на одной цели — оторвать от Германии левый (западный) берег Рейна, или максимально ослабить их связь и подчинить его французскому влиянию. Баррес считал долину Мозеля и западный берег Рейна единым целым, исторически и культурно принадлежащим к «галло-романской цивилизации», чему не соответствовали границы, проведенные монархами и политиками.
Версальский договор сохранил левый берег Рейна за Германией при условии демилитаризации, но фактически лишил её суверенитета над ним. До выполнения условий «мира» полнота власти перешла к Верховной репарационной комиссии «союзников» и к оккупационным войскам, оставленным там на 15 лет, а если условия не будут выполнены — то и больше.
Выступая 29 августа 1919 г. при обсуждении договора в Палате депутатов, Баррес заявил, что проголосует за него без оговорок, но требует от правительства четкого определения и проведения «рейнской политики», которая «укрепит договор победы». Франция на Рейне должна представлять «духовный, политический и общественный идеал, который навсегда отвратит их (местных жителей) от берлинского германизма и обеспечит им максимально тесный контакт с латинской культурой и нашим западным духом».
21 октября 1923 г. сепаратисты провозгласили в Аахене «Рейнскую республику» и через несколько дней объявили Йозефа Маттеса её президентом. Тремя неделями раньше канцлер Густав Штреземан уговорил жителей Рура отказаться от пассивного сопротивления, но ни с какой «республикой» мириться не собирался.
30 ноября в Палате депутатов шли дебаты об отношении к «Рейнской республике». Премьер отмежевался от неё и был поддержан большинством. Баррес попросил слова чтобы вступиться — не за вождей провалившегося путча, но за автономистские и сепаратистские настроения. Он решил посвятить этому отдельную речь и тщательно подготовился, составив более подробные записи, чем обычно. «Нужно создать Рейнскую республику с согласия и одобрения народа. Очевидно, что Берлин вынудил нас занять позицию, в которой нам отказали в Версале». Таковы его последние слова.
Речь осталась непроизнесенной. 4 декабря 1923 г. Баррес скоропостижно умер от сердечного приступа и не увидел итоги «рейнского похода». Репрессии на оккупированных землях обернулись ростом антифранцузских настроений. Пассивное сопротивление свело на нет экономический эффект, вызвав резкое падение франка, рост налогов и государственного долга — обратное тому, что обещал Пуанкаре, отправляя войска за «золотом бошей».

## Творчество
Морис Баррес дебютировал в литературе в начале 1880-х годов с проповедью «культа личности» и славословием «свободного человека». В этом духе написана трилогия, носящая общее заглавие «Le Culte de moi» (1888—1891, 3 т.) и состоящая из трёх романов: «Sous l’oeil des barbares», «L’Homme libre», «Le jardin de Berenice». «Свободным человеком» Баррес называет того, кто отбросил всё порабощающее: инстинкты, привычки, связь с прошлым, с семьёй, с родиной. Тех, кто признаёт что-либо помимо собственного «я», он считает «варварами», чужими его душе. Нужно стать одиноким, чтобы жить в правде. Преодоление варварства должно совершаться не только относительно других людей, но и в самом себе. Только очистившись от всего инстинктивного и рабского, человек может дойти до высочайшего пафоса — до признания себя не чем-то обособленным, а «моментом бессмертного целого».
В таком же духе прославления индивидуальной свободы и возмущения против всех ограничивающих личность законов и принципов, написан роман «L’Ennemi des Lois» (1892). В дальнейших своих произведениях («Du Sang, de la volupté et de la mort», 1894, и др.) Баррес воспевал утончённые эмоции. К периоду политической карьеры относится политическая комедия Барреса «Journée parlementaire» (День в парламенте, 1894, рус. пер. «Изнанка», 1895), возбудившая скандал своими обличениями.
В новом духе национализма им написано три романа — «romans de l'énergie nationale» (романы национальной энергии). Первый из них, «Беспочвенные» («Les Déracinés»), характерен уже самым своим заглавием, дающим формулу целого поколения. В этом романе Баррес объясняет общественные невзгоды Франции крайней централизацией в управлении страной.
Второй роман «Призыв к оружию» («L’appel au Soldat», 1897), рассказывает историю буланжизма: бывший его приверженец определяет его как «сентиментальный фазис национализма». История буланжизма рассказана объективно и с холодной иронией. Третья часть трилогии: «Их лица» («Leurs figures», 1902) описывает Панамский скандал. Роман этот имеет мало связи с идейным замыслом трилогии и обнаруживает только диалектический талант автора. Всего интереснее документальная сторона романа: Баррес проявляет себя талантливым, хорошо осведомлённым публицистом.
Роман «Вдохновенный холм» («La Colline inspirée», 1913) проникнут апологией католицизма.
Роман «Сад на берегу Оронта» («Un jardin sur l’Oronte», 1922) в духе ориентализма проявляет поиск автором путей синкретизма разных миров и культур.